# 德記洋行
德記洋行（Tait）是在十九世紀時英國與中國通商時所成立的洋行之一，幾經轉手，目前是中華民國統一集團旗下的貿易公司，總部設於台北市大安區，工廠設於台南市麻豆區，並在中華民國證券櫃檯買賣中心股票上櫃（櫃買中心：5902）。

## 簡史
1845年，英國人James Tait在福建廈門成立德記洋行，屬於英屬東印度公司。於台南安平港開港時，在1867年成立安平據點並興建營業廳舍，1878年在台北淡水（今新北市淡水區）成立營業據點，1887年在台北大稻埕（今台北市大同區）成立營業據點。當時台灣有五大洋行，分別是英國德記洋行、英國怡記洋行、英國和記洋行、德國東興洋行及美國唻記洋行；這五大洋行主要經營海外貿易，包括糖和樟腦。
在台灣被清廷割讓大日本帝國後，台灣總督府與日商透過專賣制度聯手排擠其他外商，使洋行紛紛關閉。1911年，德記洋行安平營業據點結束營業，原有建物由大日本鹽業接收使用。1945年太平洋戰爭後，該建築成為台南鹽場的廳舍及宿舍；1979年由台南市政府收回並整修，於1981年整修完成、改成台灣開拓史料蠟像館對外開放參觀。

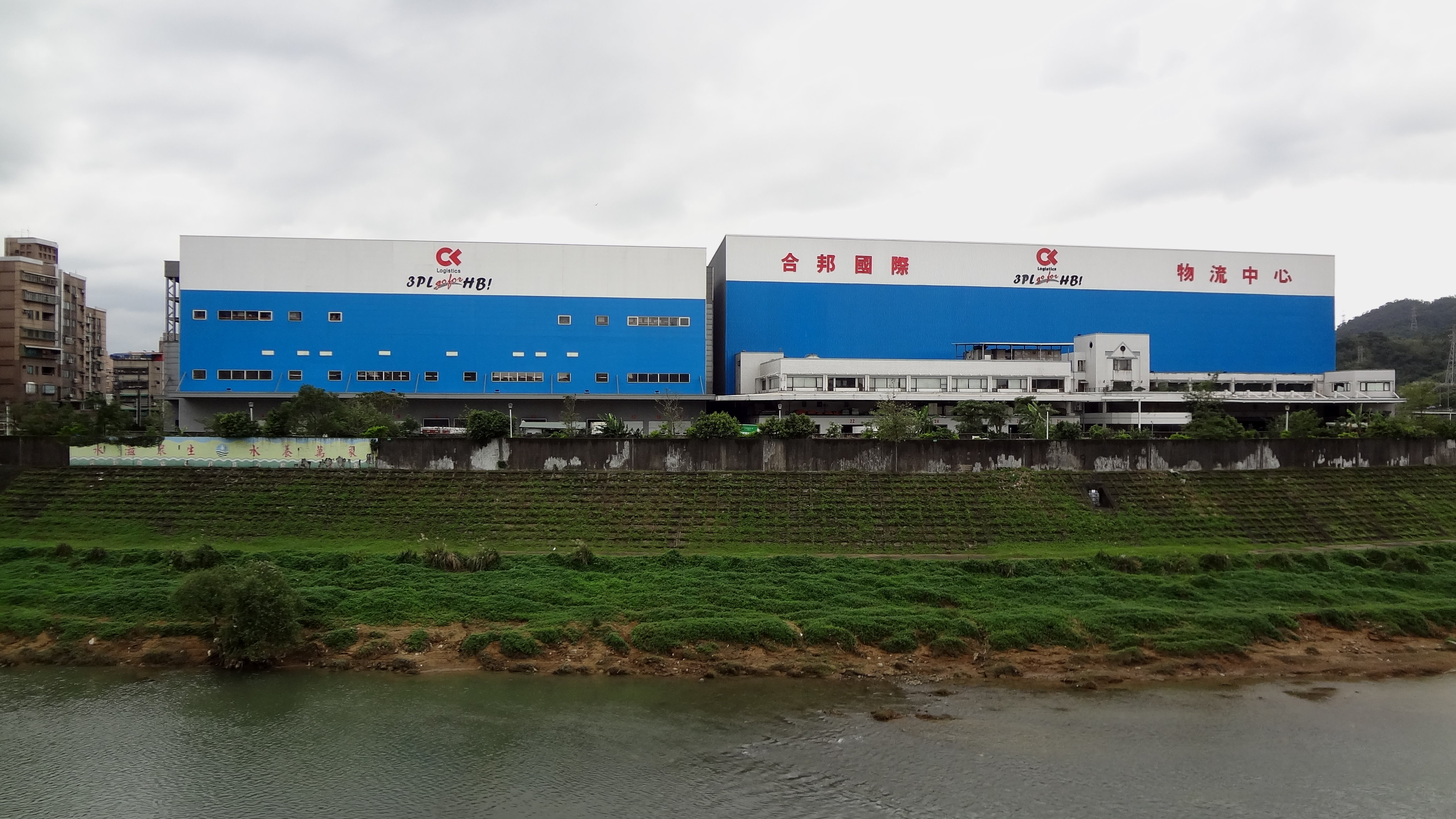
基隆市七堵區大德路原德記洋行總部，德記洋行搬離後為合邦國際儲運總部

1987年2月5日，立中實業股份有限公司成立，主要經營倉儲業務。1990年11月28日，立中實業改名德記事業股份有限公司，於基隆市七堵區大德路自有土地投資興建自動化倉庫及辦公大樓。1991年，德記事業自動化倉庫及辦公大樓完工，地址為基隆市七堵區大德路131號，總部由台北市大安區忠孝東路四段320號9樓遷入此地。1991年4月，德記事業從英商德記洋行有限公司台灣分公司承接西藥、食品、日用品等之代理經銷權。1993年9月27日，台灣顯示器廠商誠洲股份有限公司（ADI Corp.）入主德記事業。1995年5月，德記事業改名德記洋行股份有限公司。
1998年，誠洲經營不善，國巨入主德記洋行，德記洋行股票獲准上櫃。國巨入主德記洋行之後，引進專業經營團隊，削減代理品牌數量，專注經營利潤較高的洋酒、飲用水市場。
2004年，德記洋行與信喜實業簽訂協議書，德記洋行取得信喜實業的債權、商標質權、商標使用權及經營權，包括信喜實業知名產品「開喜」茶飲料系列（開喜烏龍茶、開喜綠茶等）之生產行銷、通路及商標使用權。
2005年1月15日，由於信喜實業積欠德記洋行債務高達新台幣6.3億元，德記洋行以新台幣6.5億元取得「開喜」商標權並派員接管信喜實業，信喜實業總部（台南市麻豆區海埔里埤仔尾23之11號）成為德記洋行麻豆廠，信喜實業已不復存在。
2007年，德記洋行被統一企業收購（股權63.17%），但仍維持上櫃公司身份。統一企業接手後，先關閉德記洋行麻豆廠，開喜茶飲料系列改為委外生產，大幅降低生產成本及避免淡季產能不足問題。另外，開發開喜副品牌「開喜嚴選」飲料和甜品系列，目前已有開喜嚴選奶茶、冰糖雪梨、愛玉冰和豆花等產品，尚代理洋酒、礦泉水類產品。
2011年7月26日，德記洋行公告，董事會通過經由香港間接投資於上海市設立「德記洋行商貿（上海）有限公司」。

## 腳注
1. 1 2 3 4 5
2. ↑  德記洋行股份有限公司106年度年報 2018-05-11
3. ↑  . 自由時報. 2005-03-16  [2014-08-12]. （原始内容存档于2014-08-12） （中文（繁體））.
4. ↑  出清萊爾富股權 統一獲利2億 （页面存档备份，存于） - 蘋果日報，2013年5月14日

## 外部連結
- 德記洋行 （中文）（英文）（页面存档备份，存于）
- 台灣公司資料 （页面存档备份，存于）
- YouTube上的德記洋行頻道